# Sărata (Bákó megye)
Sărata falu Romániában, Moldvában, Bákó megyében. Községközpont, közigazgatásilag Bolcháta tartozik még hozzá.

## Fekvése
A Bákói-dombság keleti peremén, a Szeret völgyében, Bákótól 8 km-re délnyugatra, Lujzikalagortól 4 km-re délkeletre fekvő település.

## Története
2004-ben vált ki Ferdinándújfalu községből.

## Népesség
2011-es népszámláláskor 1860 lakosa volt.

## Nevezetességek
- Sós vizű gyógyfürdő.

## Külső hivatkozások
- Sóspatak község honlapja (románul)
- A gyógyfürdő honlapja (románul)